# Bou (músico)
Mohamed Amine Bouguenna, conocido profesionalmente como Bou ( /buː/), es un músico nacido en Argelia y originario de Mánchester. Apareció en «Streetside» de Bru-C antes de lanzar «Closer» con Slay y «Baddadan» con Chase & Status, que alcanzó los puestos 84, 24 y 5 en la lista de sencillos del Reino Unido. También inspiró el uso del cencerro en «On & On» de Piri & Tommy.

## Biografía

### Primeros años de vida
Mohamed Amine Bouguenna nació en Argelia. Cuando tenía cinco años, su familia huyó del país para escapar de la guerra civil argelina a Francia, antes de mudarse a Ashford, Kent y luego a Monsall en Mánchester. Su padre era ingeniero de puentes, su madre era una cantante que apareció en la televisión argelina cuya carrera se vio truncada debido al Islam sunita de su familia, y su hermana era decoradora de bodas. Bouguenna, musulmana practicante, se inspiró para comenzar a producir después de escuchar jump-up en SoundCloud. Después de dejar la escuela, intentó realizar un curso universitario, pero no lo logró debido a que usaba FL Studio en lugar de Logic Pro o Ableton Live, y luego intentó realizar un aprendizaje en una empresa de TI, pero fue despedido después de ser sorprendido produciendo ritmos en el tiempo de la empresa.

### Carrera
Bouguenna tocó su primer set en 2014, a los 17 años, que se transmitió en colaboración con Bloc2Bloc, y lanzó su primer sencillo, «Movements» con Dutta, en Clawhammer Recordz en 2015  En 2021, apareció en «Streetside» de Bru-C, que se ubicó en el puesto 84 en la lista de sencillos del Reino Unido, ocupó el puesto 16 en la lista de 2023 de Official Charts Company «40 canciones en las que dormiste en 2022», y obtuvo la certificación Oro de la Industria Fonográfica Británica el 19 de mayo de 2023. En mayo de 2022, él y Example lanzaron «Deep» con Nonô; la colaboración surgió después de que Bouguenna asistiera a un espectáculo y le dijera a Example cuánto lo había inspirado, se fue a casa, creó el ritmo de la canción y se lo envió a Example. Luego, Example comenzó a escribir melodías y letras de estilo libre frente a Nonô, quien lo apoyaba en ese momento, y la invitó a hacer lo mismo; Luego, el dúo se dirigió a un estudio para terminar la canción. Se lanzó un vídeo musical para la canción, que fue filmada en un barco industrial en el río Támesis debajo del Puente de la Torre y provocó congestión vehicular.  La canción apareció más tarde en el álbum de Example We May Grow Old But We Never Grow Up. Más tarde ese año, Tommy Villiers le dio crédito a Bouguenna por inspirarlo a usar un cencerro en la parte instrumental de la canción de Piri & Tommy «On & On».
En 2023, después de haber sido invitado a remezclar « Children» de Robert Miles por un amigo que asistía a un evento social en su estudio, Bouguenna produjo «Closer» en cuarenta minutos usando FL Studio, usando la voz del vocalista de Manchester Slay (Dale Smith) después de que intervino con un gancho y subió un clip a SoundCloud; En una entrevista de julio de 2023 con DJ Mag, afirmó que esto atrajo la atención de «nueve o 10 sellos importantes que enviaron correos electrónicos a mi manager queriendo firmarlo», y que firmó con Island Records por motivos de afinidad percibida con la cultura del drum and bass. La canción se ubicó en el puesto 24 en la lista de sencillo del Reino Unido en el verano de 2023, y estuvo en el Top 40 del Reino Unido al mismo tiempo que «React» de Switch Disco y Ella Henderson, que también incluyó una muestra de «Children». En julio de 2023, Bouguenna lanzó «Baddadan» con Chase & Status, que contó con los colaboradores habituales del dúo, Flowdan, Irah, Trigga y Takura, y que se estrenó en un evento DnB Allstars 360° a principios de ese mes. La canción tomó su título de una palabra patois jamaicana que significa «más malo que», y se ubicó en el puesto número 5 en la lista de sencillos del Reino Unido, y luego apareció en el álbum de Chase & Status 2 Ruff Vol. 1.